# 阿里·科丹
阿里·科丹（波斯語：‎，1958年—2009年11月22日）是伊朗的保守派政治家，前內政部長。他在2008年8月5日得到伊朗國會批准其任命，但其實在國會舉行聽證會審議他的任命時，已經有議員質疑他的牛津大學法律榮譽博士學位。在聽證會上，科丹出示他的證書，因而得到國會的任命。不過，有關議員繼續向牛津大學查詢，並得以確認並沒有科丹的學歷紀錄。事件使執政的伊朗總統马哈茂德·艾哈迈迪内贾德大為尷尬。
在擔任內政部長前，科丹在2007年10月被任命為石油部副部長，他在2006年亦曾被委任相同職位，但為他所婉拒。再之前，他亦曾在司法界任職，亦是伊朗革命衛隊的成員。